# Cloak and Dagger (série télévisée)
Pour les articles homonymes, voir Cloak & Dagger (homonymie).
Runaways TheDailyBugle
Marvel's Cloak and Dagger, ou simplement Cloak and Dagger, est une série télévisée américaine en 20 épisodes de 42–50 minutes créée par Joe Pokaski et diffusée du 7 juin 2018 au 30 mai 2019 sur Freeform et en simultané sur ABC Spark au Canada.
Adaptée des personnages de comics La Cape et l'Épée de Marvel Comics. C'est la première production télévisée de l'univers destinée à la chaîne câblée Freeform.
En France et en Suisse, la série est diffusée depuis le 8 juin 2018 sur Prime Video. Au Québec, elle sera diffusée à partir du 9 janvier 2019 sur VRAK.

## Synopsis
À La Nouvelle-Orléans, deux adolescents originaires de milieux différents semblent liés par des super-pouvoirs acquis lors de la mystérieuse explosion d'une plateforme pétrolière de la Roxxon Corporation.
Tandy Bowen est la fille d'un employé de la compagnie mort lors de l'explosion. Enfant, elle faisait partie de la haute société de la ville. Aujourd'hui, la jeune fille est une voleuse qui détrousse les riches avec son petit ami Liam pour gagner sa vie. Tyrone Johnson vient d'une famille qui a su gravir les échelons grâce au courage de sa mère. Basketteur dans l'équipe de son lycée privé, le jeune homme se cherche et vit mal d'avoir assisté à la mort de son frère le soir de l'explosion, mort restée impunie car la police a couvert l'officier qui a tiré.
Un soir, alors que Tandy tente de voler le portefeuille de Tyrone, les deux adolescents vont découvrir leurs pouvoirs. Les souvenirs du soir de l'accident vont alors commencer à leur revenir. Ils vont réaliser que leurs capacités fonctionnent mieux quand ils sont ensemble et vont donc former un duo. Mais leur association va se compliquer quand des sentiments vont commencer à se développer.

## Distribution

### Acteurs principaux
- Olivia Holt (VF : Kelly Marot) : Tandy Bowen / « l'Épée »
- Aubrey Joseph (VF : Alexis Gilot) : Tyrone Johnson / « la Cape »
- Gloria Reuben (VF : Brigitte Berges) : Adina Johnson
- Andrea Roth (VF : Rafaèle Moutier) : Melissa Bowen
- J. D. Evermore (VF : Jérémie Covillault) : inspecteur James Connors
- Miles Mussenden (en) (VF : Thierry Desroses) : Otis Johnson
- Carl Lundstedt (VF : Jimmy Redler) : Liam Walsh
- Emma Lahana (VF : Olivia Luccioni) : inspectrice Brigid O'Reilly / Mayhem
- Jaime Zevallos (en) (VF : Benjamin Penamaria) : père Francis Delgado (en)

Photos des acteurs principaux
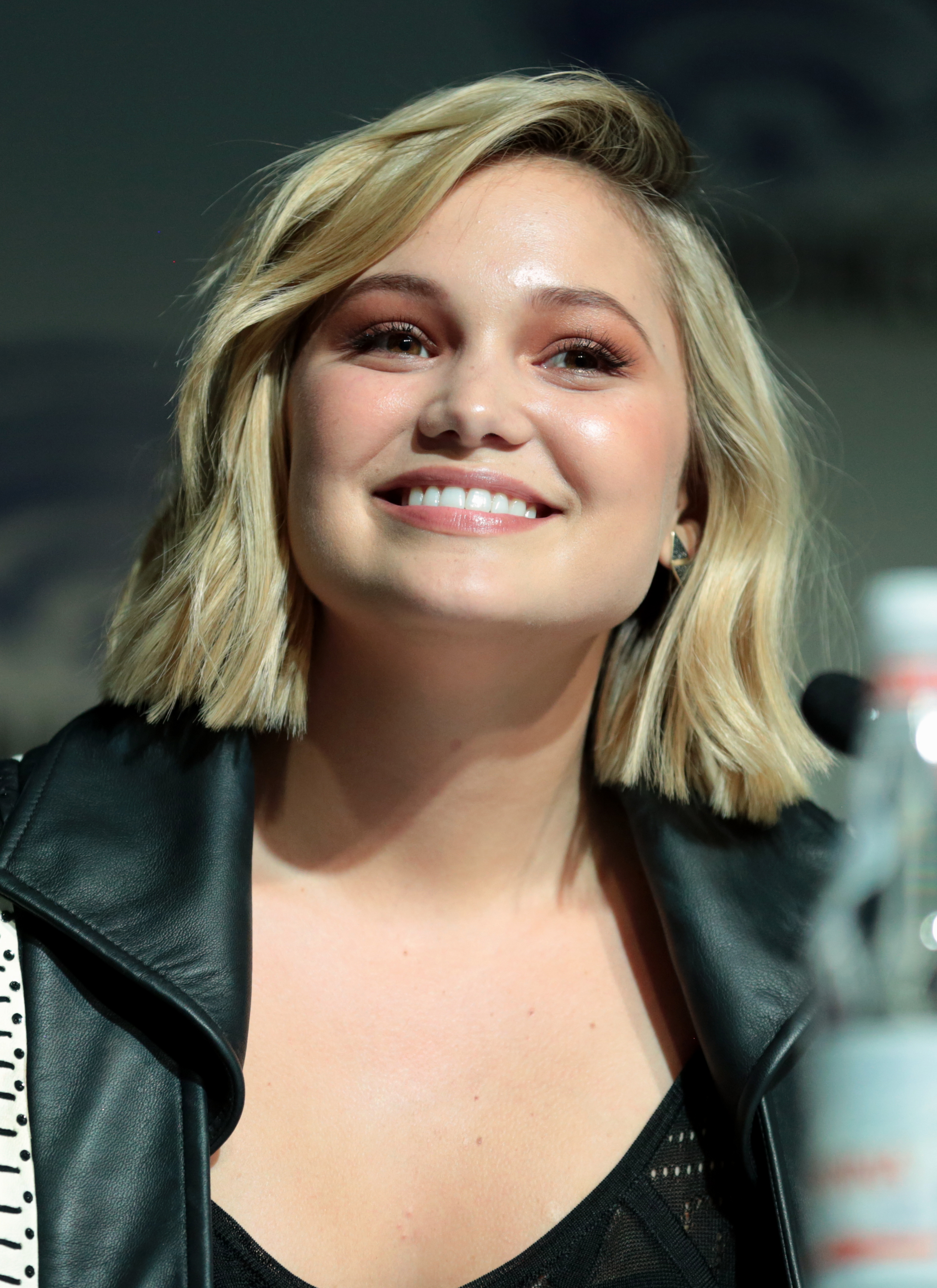
Olivia Holt interprète Tandy Bowen / « l'Epée ».
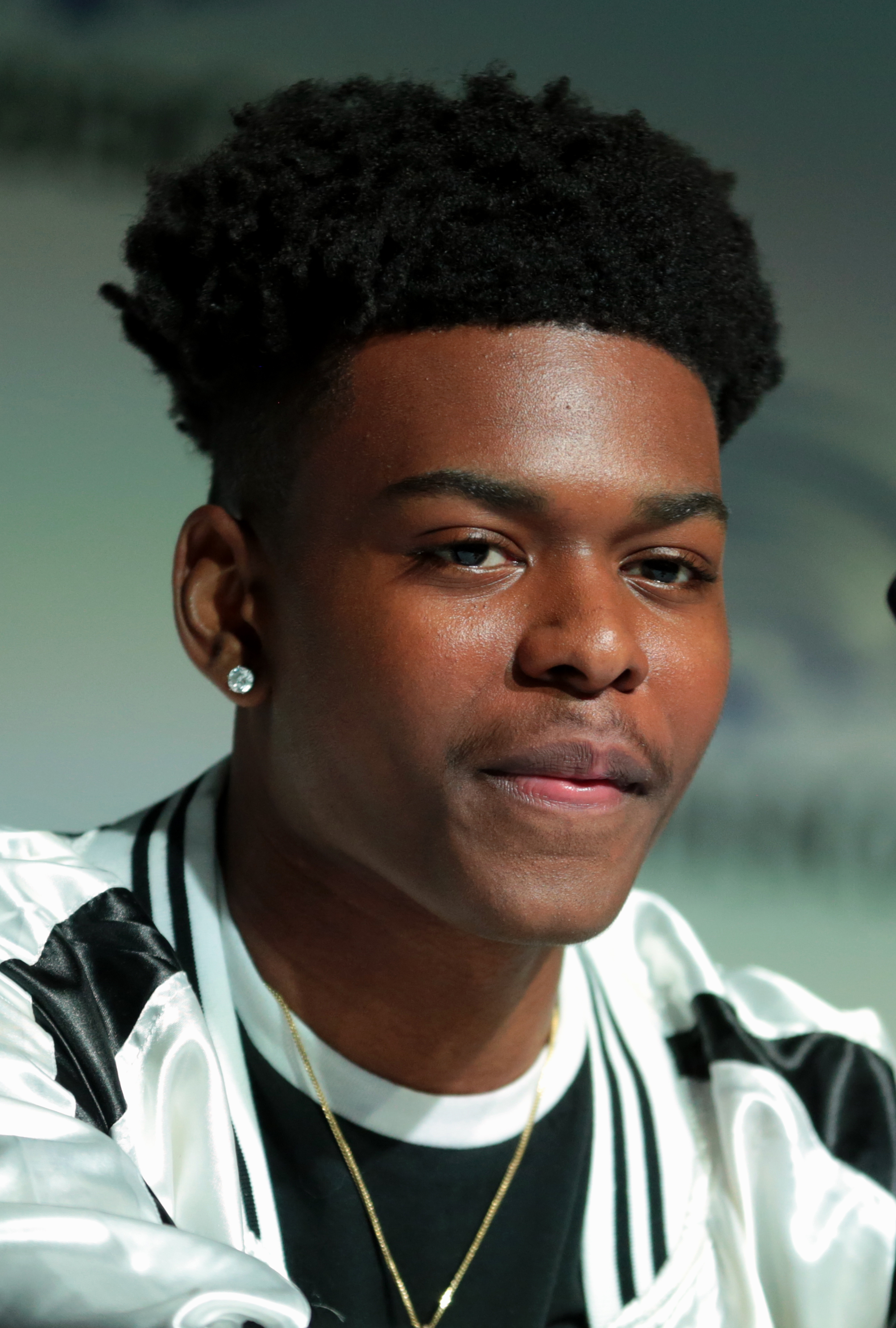
Aubrey Joseph interprète Tyrone Johnson / « la Cape ».
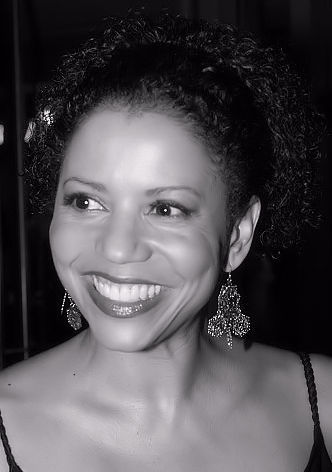
Gloria Reuben interprète Adina.
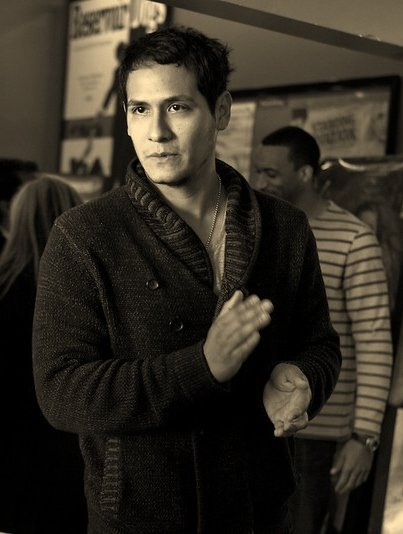
Jaime Zevallos interprète le père Delgado.

### Acteurs récurrents
- Andy Dylan : Nathan Bowen
- Wayne Péré (en) (VF : Arnaud Bédouet) : Peter Scarborough
- Noëlle Renée Bercy (pt) : Evita Fusilier
- Lane Miller (VF : Pascal Nowak) : Fuchs
- Dalon J. Holland : Duane Porter
- Angela Davis : Chantelle
- Ally Maki (VF : Pascale Mompez) : Mina Hess
- Tim Kang (VF : Stéphane Pouplard) : Ivan Hess
- Gary Weeks (en) : Greg Pressfield
- Rachel Ryals : jeune Tandy
- Maceo Smedley III : jeune Tyrone
- Marqus Clae : Billy Johnson
- Luray Cooper : Big Chief Roland Duplantier
- Dalton E. Gray (en) : Benny
- Mike Donovan : Rick Cotton
- Gralen Banks : Choo Choo Broussard
- Vanessa Motta : une tueuse à gages
- Dilshad Vadsaria (VF : Caroline Victoria) : Avandalia « Lia » Dewan (saison 2)
- Brooklyn McLinn : Andre Deschaine / D'Spayre (en) (saison 2)
- Cecilia Leal : Mikayla Bell (saison 2)
- Joshua J. Williams : Solomon (saison 2)
- T.C. Matherne : Jeremy (saison 2)
- John Fertitta : Sénateur Asa Henderson (saison 2)
- Theodus Crane : Bo (saison 2)
- Bianca Santos : Del (saison 2)
- Justin Sams : Baron Samedi (saison 2)

Version française
- Société de doublage : Dubbing Brothers
- Direction artistique : Hervé Rey
- Adaptation :

 Source et légende : version française (VF) sur RS Doublage

## Production

### Développement

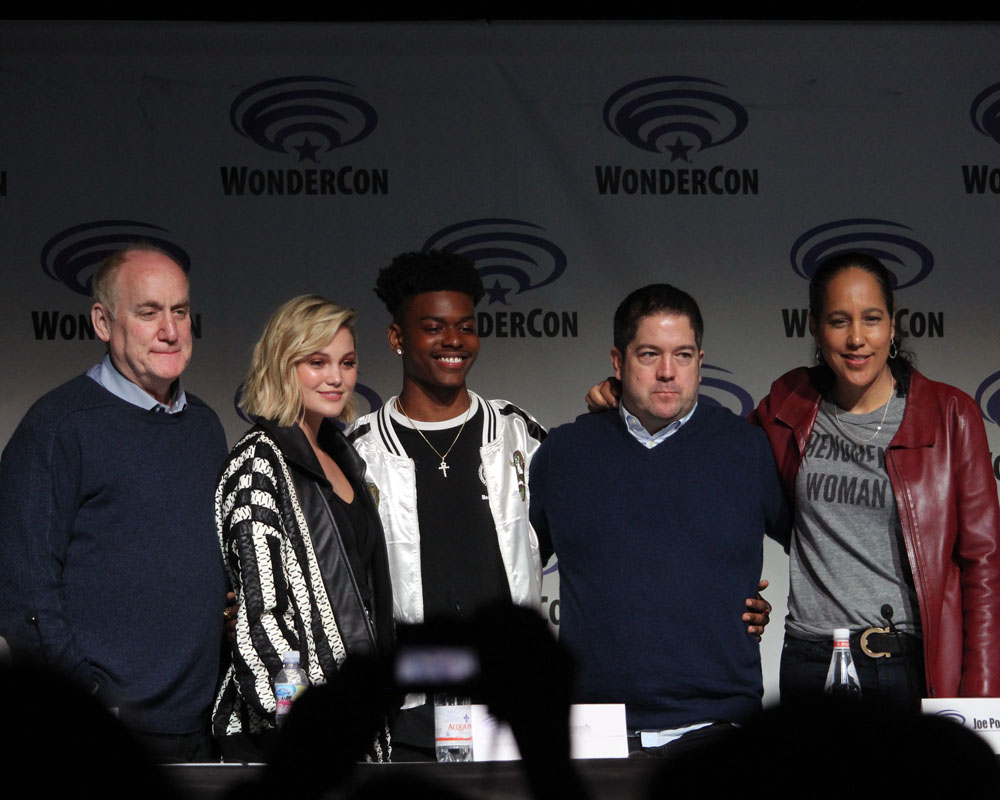
Le vice-président de Marvel Television Jeph Loeb avec les acteurs Olivia Holt et Aubrey Joseph, le créateur de la série Joe Pokaski et la réalisatrice Gina Prince-Bythewood lors de la WonderCon de 2018.

En 2011, Jeph Loeb, le patron de Marvel Television, annonce le développement d'une série sur La Cape et l'Épée pour la chaîne câblée ABC Family. Il dévoile que la série devrait se dérouler à la Nouvelle-Orléans et devrait suivre la rencontre du futur duo d'amoureux.
En avril 2016, Freeform, le nouveau nom d'ABC Family, annonce la commande d'une première saison de dix épisodes, sans passer par un épisode pilote. Quelques mois après, Joe Pokaski rejoint la série en tant que showrunner. L'écriture de la série commence fin août 2016.
La série disposera d'un budget de 42 millions de dollars dont 11.2 millions serviront au tournage de la première saison.
En 19 avril 2017, la chaîne dévoile la première bande-annonce de la série et confirme sa diffusion pour le début de l'année 2018.
Le 20 juillet 2018, Freeform annonce, à l'occasion de la San Diego Comic-Con, que la série est officiellement renouvelée pour une seconde saison qui sera composée de 10 épisodes. La série reviendra pour une saison 2 à partir du 4 avril 2019 sur Freeform.
Le 24 octobre 2019, Freeform annonce l'annulation de la série après deux saisons.

### Attribution des rôles
Le 30 janvier 2017, Marvel annonce que les deux personnages principaux seront interprétés par les acteurs Olivia Holt et Aubrey Joseph.
Le 14 février 2017, Marvel et la chaîne Freeform annoncent que la distribution de la série s'enrichit de nouveaux acteurs. Andrea Roth sera Melissa Bowen, la mère de Tandy, Gloria Reuben sera la mère de Tyrone Johnson, et Miles Mussenden, son père.
Pour le reste de la distribution, Carl Lundstedt sera Liam, un ami de Tandy tandis que James Saito jouera le rôle du docteur Bernard Sanjo, qui a suivi et est un ami de Tyrone Johnson. Enfin l'acteur J.D. Evermore sera le Detective Connors.
En janvier 2018, l'actrice Ally Maki rejoint la distribution récurrente de la série puis, en avril 2018, Emma Lahana rejoint la distribution principale pour jouer le rôle de Brigid O'Reilly, personnage connu pour devenir l'auto-justicière Mayhem dans les comics. Néanmoins, la production ne précise pas si le personnage suivra le même chemin dans la série. Jaime Zevallos est également annoncé pour le rôle du père Delgado.

### Tournage
Le tournage de la série a commencé le 8 février 2017 à La Nouvelle-Orléans sous le titre de travail Shadows. Le pilote a été réalisé par Gina Prince-Bythewood.

### Fiche technique
Sauf indication contraire, les informations mentionnées dans cette section peuvent être confirmées par la base de données cinématographiques IMDb,  présente dans la section « Liens externes ».

## Épisodes

### Première saison (2018)
Note : La première saison a été diffusée le 7 juin 2018 sur Freeform.
1. Entre l'ombre et la lumière (First Light)
2. Affronter ses démons (Suicide Sprints)
3. Qui se ressemble s'assemble (Stained Glass)
4. Dans la tête de l'autre (Call/Response)
5. Le Sixième Homme (Princeton Offense)
6. La Divine Paire (Funhouse Mirrors)
7. Prisonniers du temps (Lotus Eaters)
8. Les Fantômes du passé (Ghost Stories)
9. Descente aux enfers (Back Breaker)
10. Refuser sa destinée (Colony Collapse)

### Deuxième saison (2019)
Note : La deuxième saison est diffusée le 4 avril 2019 sur Freeform.
1. L'exception et la règle (Restless Energy)
2. L'ennemi dans le miroir (White Lines)
3. La part d'ombre (Shadow Selves)
4. De l'autre côté (Rabbit Hold)
5. Un port dans la tempête (Alignment Chart)
6. Faces B (B Sides)
7. La forteresse (Vikingtown Sound)
8. Partie à deux joueurs (Two Player)
9. La note bleue (Blue Note)
10. Le dernier affront (Level Up)

## Liens avec le Defenderverse
Dans l'épisode 9 de la saison 2, on peut apercevoir sur un journal, le personnage de Luke Cage sous les traits de l'acteur Mike Colter (acteur l'ayant également interprété dans la série Luke Cage).